# Kościół św. Wawrzyńca w Dąbrowie
Kościół pod wezwaniem św. Wawrzyńca – rzymskokatolicki kościół parafialny położony przy ulicy ks. Sztonyka 62 w Dąbrowie. Świątynia należy do parafii św. Wawrzyńca w Dąbrowie w dekanacie Niemodlin, diecezji opolskiej. Jest to zabytkowa świątynia jednonawowa wybudowana w stylu późnorenesansowym. 24 lutego 1959 roku, pod numerem 552/59 kościół został wpisany do rejestru zabytków województwa opolskiego.

## Historia kościoła
Pierwsza świątynia w Dąbrowie powstała zapewne jeszcze w pierwszej połowie XIII wieku, świadczy o tym patrocinium, wezwanie św. Wawrzyńca. Natomiast w źródłach pisanych kościół wzmiankowany jest po raz pierwszy w sporządzonym w latach 1303–1306, za czasów biskupa Henryka z Wierzbna, spisie uposażeń diecezji wrocławskiej w archidiakonacie opolskim, znanym jako Rejestr Ujazdu (łac. Registrum Vyasdense). Odnotowano tam, że dochód z 12 włók we wsi Skarbiszów przysługiwał właśnie kościołowi w Dąbrowie. Także w roku 1305 wymieniany jest „Nicolaus plebanus in Dambrova”. W latach nieco późniejszych o Dąbrowie wspominają również: Galhard de Carceribus w sporządzonym w latach 1335–1342 rejestrze parafii – dłużników sześcioletniej dziesięciny Soboru w Vienne, oraz „Die Rechnung...” – rejestr świętopietrza w archidiakonacie opolskim z 1447 roku.
Obecny kościół został zbudowany na początku XVII wieku, z zachowaniem fragmentów wcześniejszej świątyni (co uwidaczniają proporcje oraz skarpy nawy i prezbiterium). Częściowo przebudowany w 1822 i 1852 roku. Odnowiony w 1948. Usytuowany jest na wzniesieniu, częściowo otoczony kręgiem starych lip.

## Architektura, wnętrze i wyposażenie
We wnętrzu prezbiterium jednoprzęsłowe zaokrąglone, przy nim od północy znajduje się zakrystia z lożą na piętrze, przy której czworoboczna przybudówka mieszcząca kręconą klatkę schodową. Szersza i nieco wyższa nawa dwuprzęsłowa, przy niej od północy kwadratowa kaplica, od południa kruchta z 1822.
Od zachodu, nad głównym wejściem, znajduje się kwadratowa wieża z dzwonem z XVI wieku, przy której od północy dobudowano ćwierćkolistą przybudówkę schodową. W nawie i prezbiterium sklepienia kolebkowe z lunetami, na nich dekoracja z listew stiukowych podkreślających szwy lunet i tworzących płyciny o urozmaiconym wykroju. Kaplica ma sklepienie kopulaste, zakrystia kolebkowe, na piętrze wieży kolebkowe z lunetami. W loży i kruchcie sufity.
Tęcza zamknięta jest łukiem lekko zaostrzonym, ozdobiona w podniebiu płycinami w obramieniach stiukowych. Podziały ścian prezbiterium i nawy pilastrami.
W północnej ścianie prezbiterium znajduje się wnęka zamknięta segmentowo. Loża otwarta do prezbiterium arkadą zamkniętą półkoliście. Kaplica do nawy otwarta analogiczną arkadą, ponad którą znajduje się płaskorzeźba kamienna ukrzyżowania z początku XVII wieku. W ścianach kaplicy płytkie arkady zamknięte półkoliście, ujęte w narożnikach pilastrami, zwieńczone gzymsem; na pendentywach kopuły dekoracja stiukowa z motywem wstęg i muszli.
Pomieszczenie na piętrze wieży (mieszczące organy) otwarte całą szerokością na chór muzyczny. Okna zamknięte są łukiem koszowym, głęboko rozglifione.
Na zewnątrz mury kościoła opięte skarpami. Dachy są siodłowe, zakrystii pulpitowy, kryte dachówką. Wieża o trzech kondygnacjach zwężających się uskokowo, z nich najwyższa jest ośmioboczną o podziałach ramowych. Okna są okrągłe i zamknięte półkoliście w prostych obramieniach. Hełm ośmioboczny z latarnią, kryty łupkiem. Na ścianie południowej nawy znajduje się zegar słoneczny z datami 1822, 1852 i 1948.
Drzwi do zakrystii i kruchty posiadają okucia i zamki z XVIII/XIX wieku; na emporę, klepkowe z I połowy XIX wieku

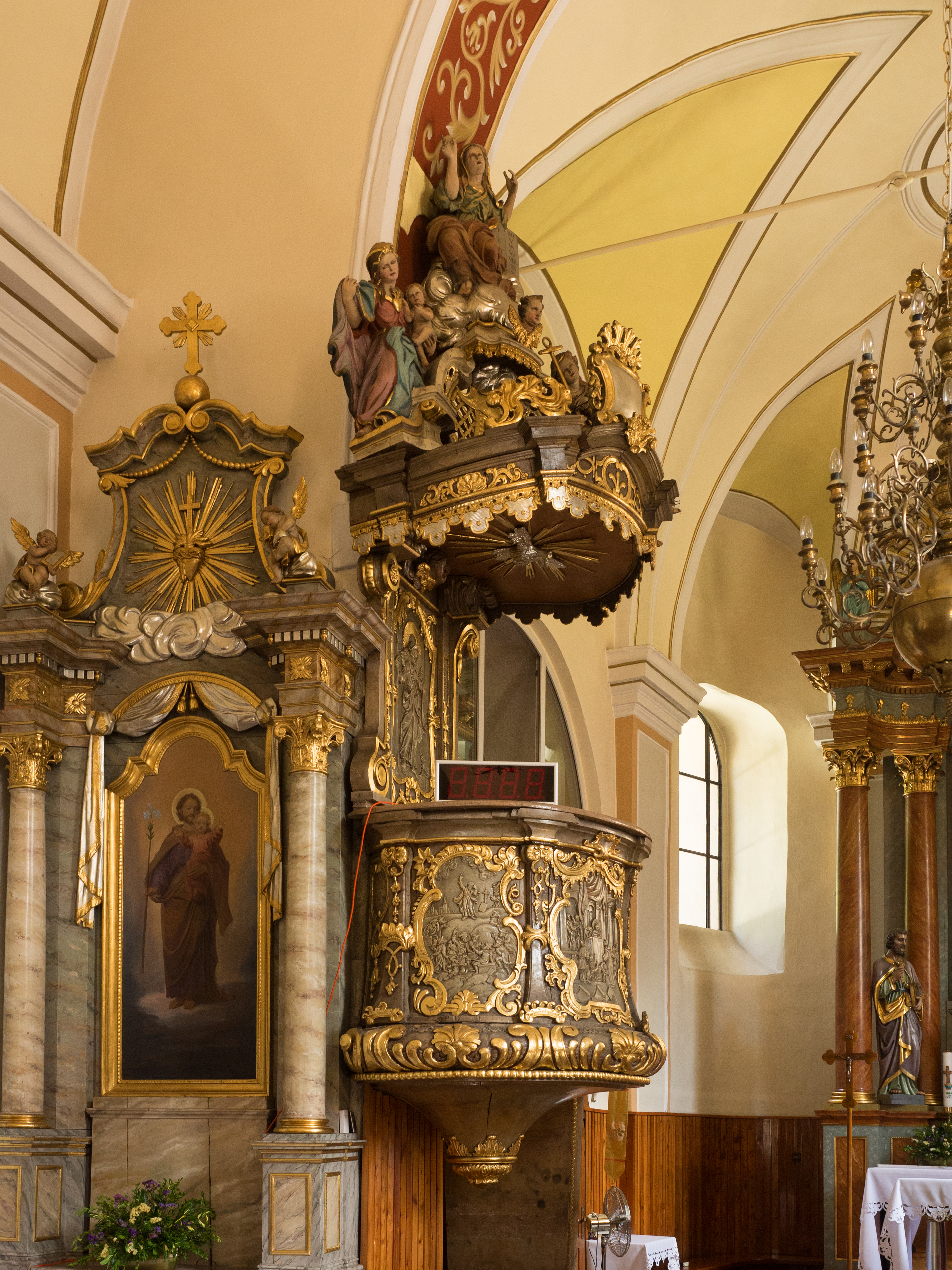
Ambona

Ołtarz główny i dwa boczne w stylu klasycystycznym z początku XIX wieku; główny posiada rzeźby św. Piotra i Pawła oraz płaskorzeźbione popiersie Boga Ojca w zwieńczeniu, w nim współczesny obraz św. Wawrzyńca. W lewym bocznym ołtarzu znajduje się obraz Chrystusa na krzyżu, w prawym obraz „Jezu Ufam Tobie”, współczesny. Ambona została wykonana w stylu rokokowym, w II połowie XVIII wieku, na jej parapecie znajdują się następujące motywy: kazanie Mojżesza, dwunastoletni Chrystus w Świątyni i kazanie św. Jana Chrzciciela, w zapiecku Dobry Pasterz; w zwieńczeniu rzeźby alegoryczne wiary, nadziei i miłości. Relikwiarzyk w stylu rokokowym, lampa wieczna regencyjna.
Chór muzyczny drewniany jest z II połowy XVIII wieku, wsparty na dwóch kolumnach, z prostym parapetem ozdobionym płycinami i rozetami; pośrodku parapetu kartusz herbowy w obramieniu rokokowym oraz po bokach rzeźby św. Jana Nepomucena i Anny na konsolkach w kształcie muszli.
W kościele znajduje się także rzeźba barokowa Chrystusa zmartwychwstałego, a na zewnętrznej ścianie prezbiterium późnorenesansowa płyta nagrobna z I połowy XVII wieku, z kartuszami herbowymi i zatartą inskrypcją. Kartusz herbowy datowany jest na wiek XVII/XVIII.
Na pobliskiej plebanii znajduje się barokowy obraz ukrzyżowania, z XVII/XVIII wieku oraz wycięta w desce grupa ukrzyżowania, namalowana w I połowie XIX wieku. Na starej plebanii przechowywany jest inny obraz – zwiastowania, barokowy z XVIII wieku.